# Jemt Olof Persson
Jemt Olov Persson, född 14 oktober 1871 i Maggås, Orsa socken, död 21 januari 1947 i Altsarbyn, Rättviks socken, var en svensk skomakare, spelman och träsnidare.
Jemt Olov Persson var son till bonden Jemt Per Persson och Margareta Ersdotter. Han verkade först som skomakare i Maggås. År 1912 deltog han i en hemslöjdsutställning i Rättvik och vann där första pris. På 1920-talet kom han till Holens by i Orsa, där han verkade som träsnidare. 1937 kom han till Rättvik där han stannade till sin död.
Jemt Olov var svårt handkappad från födseln, och var tvungen att hitta stillasittande sysselsättningar. Han har skildrats som ett original, som var en enstöring och mycket sparsam. För att öka lönsamheten i sitt snickeri började han med serietillverkning av de första stadierna av sina föremål. Jemt Olov är mest känd för sina hästar, men han tillverkade även tuppar, skedar och andra nyttoföremål som såldes genom Rättviks hemslöjd.
Jemt Olov Persson är bland annat representerad på Dalarnas museum och Nordiska museet.